# Bayerischer Löwe

Wappen des Freistaates Bayern

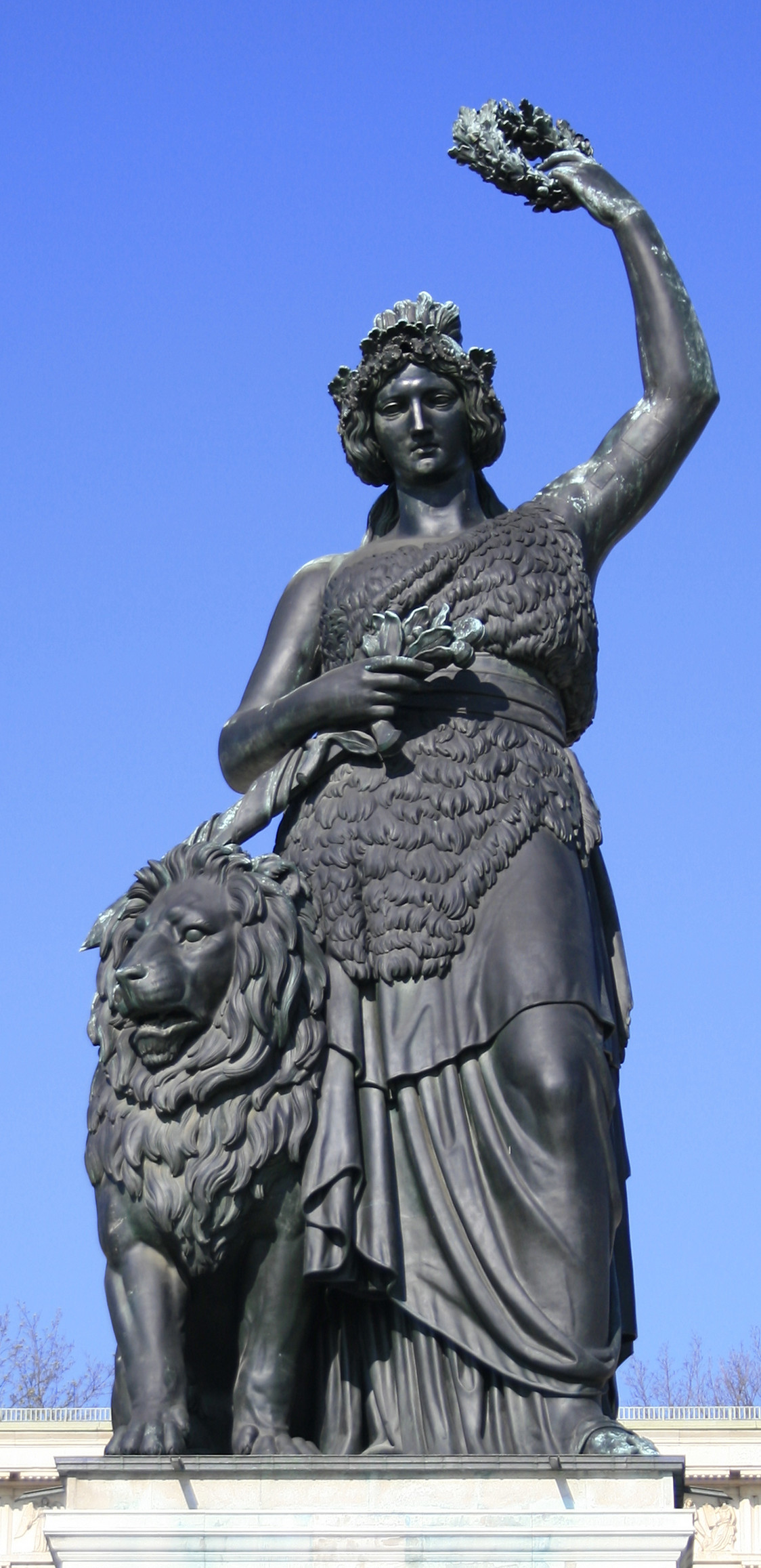
Bavaria und Löwe über der Theresienwiese

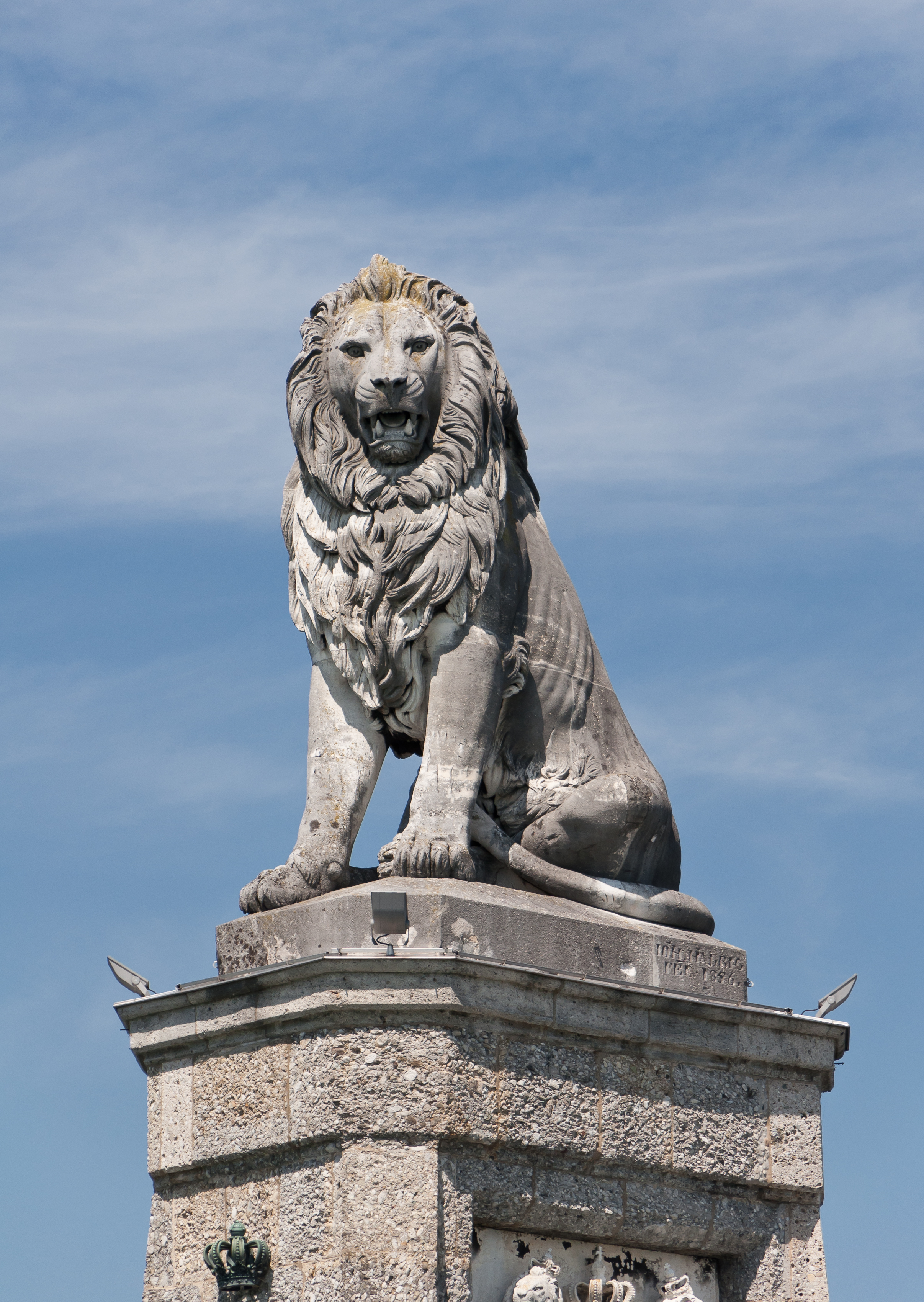
Die Lindauer Hafeneinfahrt

Der Bayerische Löwe ist mehrfacher Bestandteil des Bayerischen Staatswappens. Er ist zudem Symbolfigur des Freistaats Bayern, unter anderem auf Denkmälern und Auszeichnungen.

## Staatswappen
Zwei goldene, rotbewehrte Löwen umrahmen das Wappen als Schildhalter. In den fünf Feldern werden die Teile des seit der Zeit des Königreiches vergrößerten Bayerns gewürdigt.
Der „goldene Löwe“ im schwarzen Feld vertritt den Regierungsbezirk Oberpfalz, es handelt sich um den Pfälzer Löwen. Der rot-weiße Rechen steht für die drei fränkischen Regierungsbezirke Mittel-, Ober- und Unterfranken, der blaue Panther für Nieder- und Oberbayern, und drei schwarze Löwen symbolisieren den Regierungsbezirk Schwaben.

## Geschichte
Der Löwe kam 1214 als Wappentier in die Familie der Wittelsbacher. Nachdem die Linie der Pfalzgrafen der Kurpfalz im Mannesstamm ausgestorben war, vergab König Friedrich II. die Kurpfalzwürde an Otto II., den Sohn Ludwigs des Kelheimers aus dem Haus Wittelsbach. Otto war 1212 im Alter von sechs Jahren mit der Tochter des Pfalzgrafen verheiratet worden. Solange er noch minderjährig war, regierte Ludwig für ihn. Erst 1228 konnte Otto die Regierung antreten. Er führte 1229 ein offizielles Wappen der Kurpfalz mit einem goldenen Löwen auf schwarzem Grund ein, nachdem schon zuvor frühere Kurfürsten der Pfalz verschiedene Löwen in ihren privaten Wappen geführt hatten.
Die Wittelsbacher übernahmen in der Folge den Löwen als Wappentier für alle altbayerischen und pfälzischen Linien. Die Rauten kamen formal 1242 hinzu, als die Grafen von Bogen ausstarben und von den Wittelsbachern beerbt wurden. Ein Kombinationswappen aus Rauten und Löwen ist erstmals 1330 nachgewiesen: In einem viergeteilten Schild stehen diagonal zwei Löwen und zwei Rautenfelder. Dieses Wappen wurde in verschiedenen Variationen von beiden Linien fortgeführt. 
Das neu eingeführte Königreich Bayern übernahm 1806 den Löwen in das erste Wappen, gab ihn aber im selben Jahr bei der Einführung eines zweiten Wappens wieder auf. Löwen wurden dann nur noch bei der Darstellung des großen Wappens als Schildhalter eingesetzt. Erst Ludwig I. legte wieder Wert auf den regionalen Bezug seiner Herrschaft, weshalb er 1835 ein neues vereinigtes Wappen einführte, das den pfälzischen Löwen wieder aufnahm. Dieses blieb bis zum Ende der Monarchie 1918 in Gebrauch. Der Freistaat Bayern führt seit 1923 ebenfalls den Pfälzer Löwen, in der Fassung seit 1950 steht er nicht mehr für die Rheinpfalz, sondern für den Regierungsbezirk Oberpfalz.
Bekannt ist auch, dass die Wittelsbacher lebende Löwen in verschiedenen Schlössern und Festungen hielten. Seit 1491 ist ein Löwenmeister als Angestellter im Münchner Alten Hof bekannt, 1493 berichtete Hartmann Schedel in der nach ihm benannten Schedel’schen Weltchronik von der Geburt junger Löwen dort. Die Tiere sind mindestens 250 Jahre lang in München nachweisbar und wurden auch als wertvolle Geschenke der Herzogs verwendet. 1551 wurden zwei Tiere an den Hof des Kurfürsten in Heidelberg verschenkt, 1554 einer an den Pfalzgrafen in Neuburg. 1580 wurde am Alten Hof in der Burgstraße ein eigenes Löwenhaus errichtet und 1614 berichtete ein Augsburger Patrizier über einen Löwen, der im Alten Hof gehalten wurde. Der letzte nachweisliche Löwenmeister starb 1734. In der Landshuter Burg Trausnitz ist ein ehemaliger Löwengraben erhalten.

## Denkmale

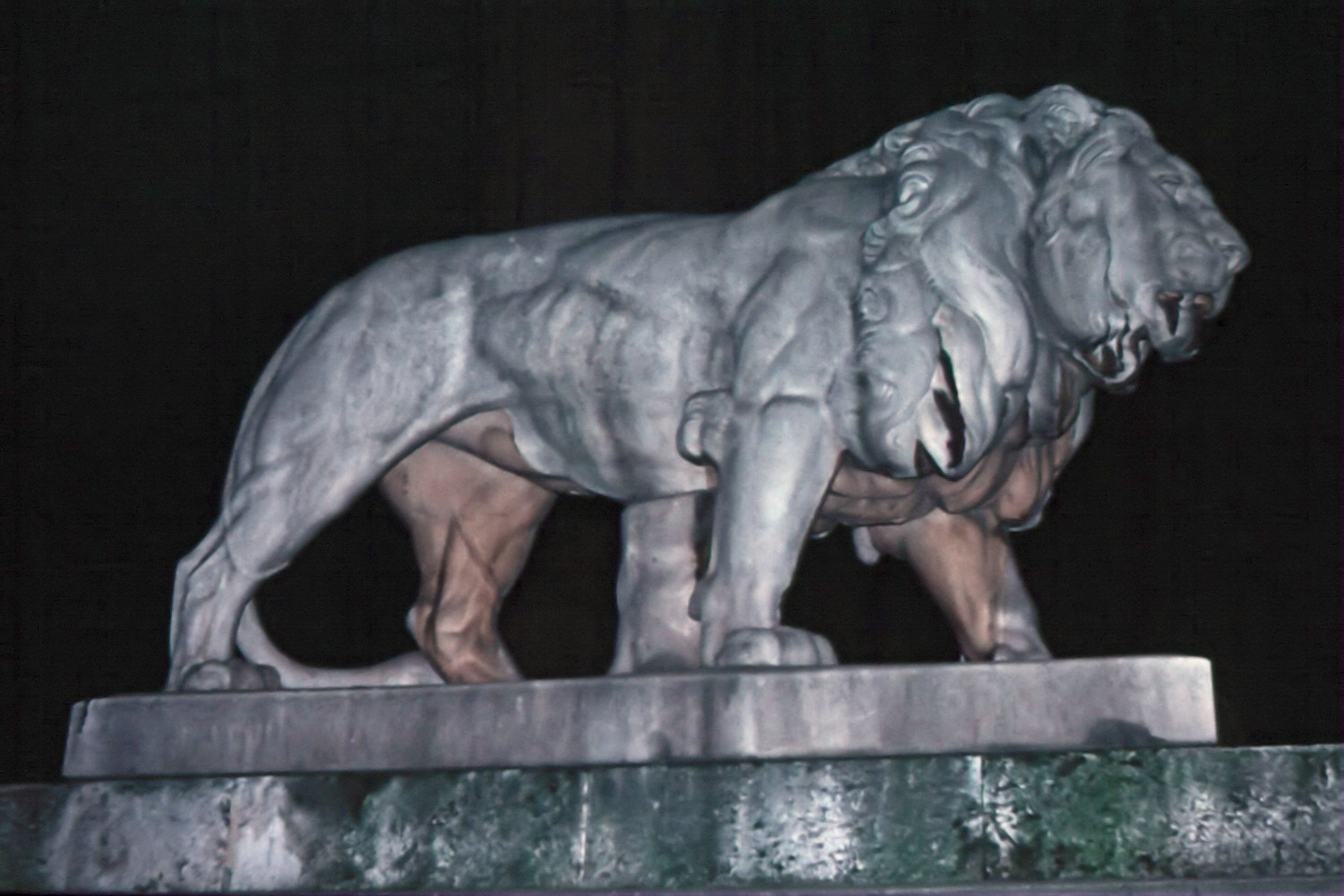
Löwe an der Feldherrnhalle

- Die beiden Haupteingänge der Münchner Residenz werden seit 1616 von je zwei Löwen bewacht.[5]
- Der Bayerische Löwe ruht am Fuß der 1834 enthüllten Ottosäule in Ottobrunn.
- Links und rechts neben dem Aufgang zur Münchner Feldherrnhalle steht jeweils ein steinerner Löwe.
- Der Bayerische Löwe ist der 1843–1850 errichteten Bavaria-Statue über der Theresienwiese zur Seite gestellt.
- Die Lindauer Hafeneinfahrt wird seit 1856 auf östlicher Seite von einer Statue des Löwen begrenzt.
- Seit 1905 sitzt der Löwe auf dem Oberländerdenkmal in Waakirchen.
- Löwendenkmal bei Bad Abbach, 1794/96
- Der Löwe von Schalding/Passau zwischen Bundesstraße 8 und Donauufer

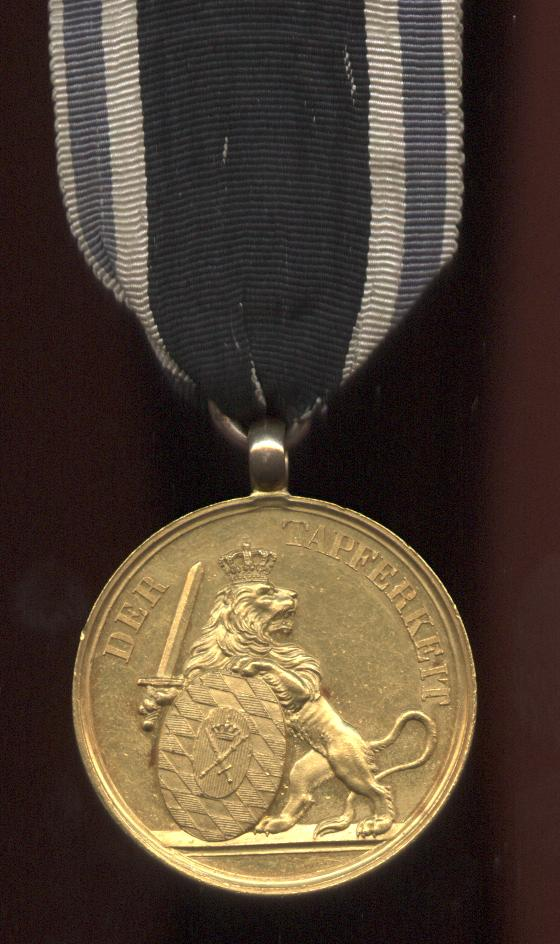
Bayerische Tapferkeitsmedaille, Rückseite

## Auszeichnungen
- Die Rückseite der Bayerischen Tapferkeitsmedaille ziert ein Abbild des bayerischen Löwen.
- Der „Bayerische Löwe“ ist eine Auszeichnung des Bayerischen Landwirtschaftsministeriums.[6]
- Mit der Auszeichnung Bayerns best 50 würdigt das Bayerische Wirtschaftsministerium alljährlich besonders wachstumsstarke Mittelstandsunternehmen.
- Preisplattln der Gausieger um den Löwen des Bayerischen Ministerpräsidenten[7].
- Die Bayerischen Amateurfilm-Festspiele (BAF) verleihen alljährlich den Großen Bayerischen Löwen mit Rautenschild als Hauptpreis, sowie vier weitere Bayerische Löwen für die besten Amateurfilme des Jahres.[8]
- Das Preissymbol des seit 2014 von der Bayerischen Staatsregierung vergebenen Bayerischen Buchpreises ist ein weißer Löwe.[9]

## Weiteres
- Bis zu deren Auflösung hatte die Pionierlehrbrigade 60 die Bezeichnung "Bayerischer Löwe"[10].
- Die Fußballspieler des TSV 1860 München werden auch „Münchner Löwen“ oder kurz „Löwen“ genannt.